# Fissidens zwickeyi
Fissidens zwickeyi är en bladmossart som beskrevs av Edwin Bunting Bartram 1944. Fissidens zwickeyi ingår i släktet fickmossor, och familjen Fissidentaceae. Inga underarter finns listade i Catalogue of Life.